# Dawid Podsiadło

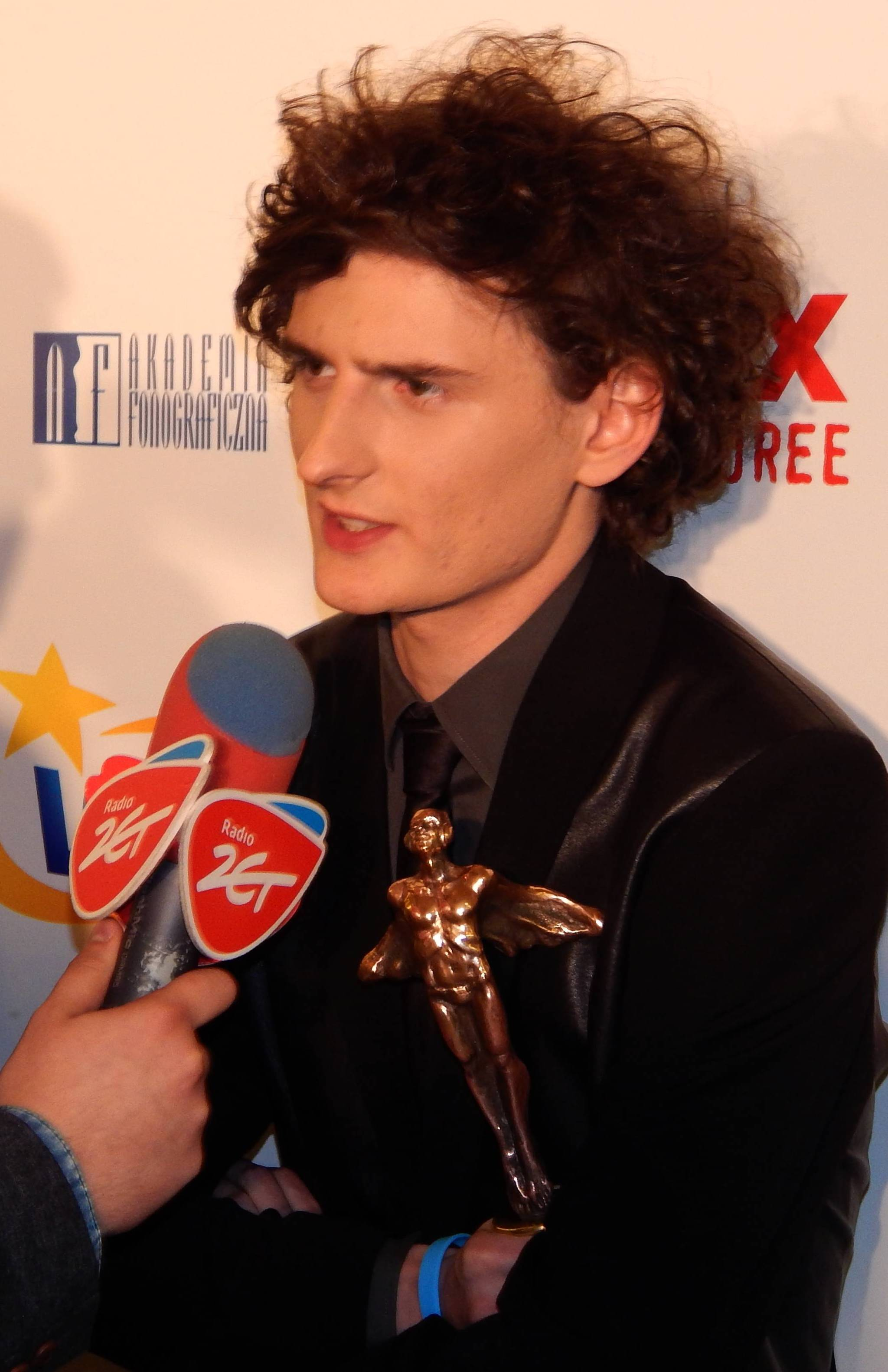
Dawid Podsiadło (2014)

Dawid Podsiadło [ˈdavid pɔtˈɕadwɔ] (* 23. Mai 1993 in Dąbrowa Górnicza) ist ein polnischer Pop-Rocksänger.

## Karriere
Im Mai 2013 gewann Podsiadło die zweite Staffel der polnischen Castingshow X Factor. Durch seinen Sieg bei X Factor gewann er 100.000 Złoty und erhielt einen Plattenvertrag bei Sony Music Poland. Am 6. Mai 2013 erschien seine erste Singleauskopplung Trójkąty i kwadraty (dt. „Dreiecke und Quadrate“) aus seinem Debütalbum Comfort and Happiness. Dieses erschien am 28. Mai 2013 und konnte sich auf Platz 1 in den polnischen Albumcharts positionieren. Für die Produktion des Albums war Bogdan Kondracki verantwortlich.
Im Juni 2013 wurde Podsiadło für die Eska Music Awards in den Kategorien „Bester Künstler“ und „Bester Künstler im Netz“ nominiert.
Sein Song Let You Down fand Verwendung als Outro des Original Net Anime Cyberpunk: Edgerunners.

## Diskografie

### Studioalben
| Jahr | Titel                                   | Höchstplatzierung, Gesamtwochen, AuszeichnungChartsChartplatzierungen (Jahr, Titel, Platzierungen, Wochen, Auszeichnungen, Anmerkungen) | Anmerkungen                                                   | [↑]: gemeinsam behandelt mit vorhergehendem Eintrag; [←]: in beiden Charts platziert |
| Jahr | Titel                                   | PL | Anmerkungen                                                   |                                                                                      |
| ---- | --------------------------------------- | --- | ------------------------------------------------------------- | ------------------------------------------------------------------------------------ |
| 2013 | Comfort and Happiness                   | PL1 Diamant · (175 Wo.)PL | Erstveröffentlichung: 28. Mai 2013 Verkäufe: + 150.000        |                                                                                      |
| 2015 | Annoyance and Disappointment            | PL1 Diamant · (112 Wo.)PL | Erstveröffentlichung: 6. November 2015 Verkäufe: + 150.000    |                                                                                      |
| 2016 | Annoyance and Disappointment 2.0[PL: ↑] | PL1 Diamant · (112 Wo.)PL | Erstveröffentlichung: 21. Oktober 2016                        |                                                                                      |
| 2018 | Małomiasteczkowy                        | PL1 ×2Doppeldiamant · (… Wo.)PL | Erstveröffentlichung: 19. Oktober 2018 Verkäufe: + 300.000    |                                                                                      |
| 2021 | Leśna muzyka (live, czyli na żywo)      | PL1 Platin · (21 Wo.)PL | Erstveröffentlichung: 3. Dezember 2021 Verkäufe: + 30.000     |                                                                                      |
| 2022 | Lata dwudzieste                         | PL1 Diamant · (… Wo.)PL | Erstveröffentlichung: 21. Oktober 2022 Verkäufe: + 150.000    |                                                                                      |
| 2023 | Przed i po                              | PL1 Gold · (1 Wo.)PL | Erstveröffentlichung: 8. Dezember 2023 Verkäufe: + 15.000     |                                                                                      |
| 2024 | Lata Dwudzieste z kawałkiem             | — | Erstveröffentlichung: 10. Mai 2024                            |                                                                                      |
| 2025 | Tylko haj (Zorza Festiwal 2025)         | PL1 (… Wo.)PL | Erstveröffentlichung: 6. Juni 2025 mit Kaśka Sochacka & Zorza |                                                                                      |

### Singles
| Jahr | Titel Album                                            | Höchstplatzierung, Gesamtwochen, AuszeichnungChartsChartplatzierungen (Jahr, Titel, Album, Platzierungen, Wochen, Auszeichnungen, Anmerkungen) | Anmerkungen |
| Jahr | Titel Album                                            | PL | Anmerkungen |
| --- | ------------------------------------------------------ | --- | --- |
| 2013 | Trójkąty i kwadraty Comfort and Happiness              | PL82 (1 Wo.)PL | Erstveröffentlichung: 7. Mai 2013 Charteinstieg erst 2020                                                                |
| 2014 | No Comfort and Happiness                               | PL3 (10 Wo.)PL | Erstveröffentlichung: 16. Juni 2014                                                                                      |
| 2015 | W dobrą stronę Annoyance and Disappointment            | PL1 Diamant · (105 Wo.)PL | Erstveröffentlichung: 28. September 2015 Verkäufe: + 100.000                                                             |
| 2016 | Pastempomat Annoyance and Disappointment               | PL46 a ×4Vierfachplatin · (5 Wo.)PL | Erstveröffentlichung: 23. Mai 2016 Verkäufe: + 200.000                                                                   |
| 2018 | Początek Męskie Granie 2018                            | PL8 Diamant · (110 Wo.)PL | Erstveröffentlichung: 23. Mai 2018 Verkäufe: + 100.000; mit Krzysztof Zalewski & Kortez                                  |
| 2018 | Małomiasteczkowy                                       | PL1 b Diamant · (96 Wo.)PL | Erstveröffentlichung: 6. Juni 2018 Verkäufe: + 100.000                                                                   |
| 2018 | Nie Ma Fal Małomiasteczkowy                            | PL3 Diamant · (20 Wo.)PL | Erstveröffentlichung: 5. Oktober 2018 Verkäufe: + 100.000                                                                |
| 2019 | Trofea Małomiasteczkowy                                | PL1 Platin · (77 Wo.)PL | Erstveröffentlichung: 2019 Verkäufe: + 100.000                                                                           |
| 2019 | Najnowskzy klip Małomiasteczkowy                       | PL1 Diamant · (74 Wo.)PL | Erstveröffentlichung: 18. Oktober 2019 Verkäufe: + 100.000                                                               |
| 2021 | Za krótki sen Wojny i Noce                             | PL7 Diamant · (16 Wo.)PL | Erstveröffentlichung: 8. April 2021 Verkäufe: + 250.000; mit Meskie Granie Orkiestra 2021, Daria Zawialow & Vito Bambino |
| 2021 | I Ciebie też, bardzo Męskie Granie Orkiestra 2021      | PL1 c ×2Doppeldiamant · (66 Wo.)PL | Erstveröffentlichung: 30. Juni 2021 Verkäufe: + 500.000; mit Daria Zawiałow & Vito Bambino                               |
| 2022 | Ostatnia nadzieja Uczta                                | PL1 d ×2Doppeldiamant · (21 Wo.)PL | Erstveröffentlichung: 14. April 2022 Verkäufe: + 500.000; mit Sanah                                                      |
| 2022 | Post Lata dwudzieste                                   | PL12 ×2Doppelplatin · (9 Wo.)PL | Erstveröffentlichung: 24. Juni 2022 Verkäufe: + 100.000                                                                  |
| 2022 | To co masz Ty! Lata dwudzieste                         | PL1 e Diamant · (12 Wo.)PL | Erstveröffentlichung: 7. Oktober 2022 Verkäufe: + 250.000                                                                |
| 2023 | Phantom Liberty Cyberpunk 2077: Phantom Liberty O.S.T. | PL89 (1 Wo.)PL | Erstveröffentlichung: 29. September 2023 mit P.T. Adamczyk                                                               |
| 2024 | Pięknie płyniesz –                                     | PL7 Gold · (30 Wo.)PL | Erstveröffentlichung: 4. Dezember 2024                                                                                   |
| 2025 | Samoloty Tylko haj                                     | PL7 (… Wo.)PL | Erstveröffentlichung: 23. Mai 2025 mit Kaśka Sochacka & Zorza                                                            |
| 2025 | Nadprzestrzenie Tylko haj                              | PL13 (3 Wo.)PL | Erstveröffentlichung: 23. Mai 2025 mit Kaśka Sochacka & Zorza                                                            |
| Folgende Lieder erschienen nicht als Single, wurden aber durch das Album zum Download und Streaming bereitgestellt und konnten somit eine Platzierung erlangen: |                                                        | | |
| |                                                        | | |
| 2019 | W piątki leżę w wannie Pocztówka z WWA, lato ’19       | PL63 (1 Wo.)PL | Taco Hemmingway feat. Dawid Podsiadło                                                                                    |
| 2023 | Mori Lata dwudzieste                                   | PL3 Diamant · (71 Wo.)PL | |
| 2023 | Tazosy Lata dwudzieste                                 | PL29 ×2Doppelplatin · (16 Wo.)PL | |
| 2023 | Ulek i Dawcia Pracownia                                | PL41 (5 Wo.)PL | mit Vito Bambino |
| 2023 | Całe Lata 1-800-Oświecenie                             | PL2 ×2Doppelplatin · (10 Wo.)PL | mit Taco Hemingway & @atutowy                                                                                            |
| 2023 | Diable Lata dwudzieste                                 | PL64 Platin · (5 Wo.)PL | |
| 2025 | W kilometrach Tylko haj (Zorza Festiwal 2025)          | PL27 (5 Wo.)PL | mit Kaśka Sochacka & Zorza                                                                                               |
| 2025 | Mosty Tylko haj (Zorza Festiwal 2025)                  | PL39 (1 Wo.)PL | mit Kaśka Sochacka & Zorza                                                                                               |
| 2025 | Tylko haj Tylko haj (Zorza Festiwal 2025)              | PL52 (1 Wo.)PL | mit Kaśka Sochacka & Zorza                                                                                               |
| 2025 | Boysboysboys Tylko haj (Zorza Festiwal 2025)           | PL61 (1 Wo.)PL | mit Kaśka Sochacka & Zorza                                                                                               |

| Jahr | Titel                                      | Anmerkungen                                                                                           |
| ---- | ------------------------------------------ | --- |
| 2012 | Tu i teraz –                               | Erstveröffentlichung: 13. Juli 2012 mit Tatiana Okupnik                                               |
| 2013 | Nieznajomy Comfort and Happiness           | Erstveröffentlichung: 7. Juni 2013                                                                    |
| 2013 | Powiedz mi, że nie chcesz –                | Erstveröffentlichung: 26. November 2013                                                               |
| 2014 | 4:30 –                                     | Erstveröffentlichung: 1. Januar 2014                                                                  |
| 2016 | Wataha (Live) Męskie Granie Orkiestra 2016 | Erstveröffentlichung: 2016 mit O.S.T.R., Tomasz Organek, Adam Staszewski, Robert Markiewicz & DJ Haem |
| 2016 | Forest Annoyance and Disappointment        | Erstveröffentlichung: 12. März 2016 (Videosingle) · Verkäufe: + 10.000; PL: Gold                      |
| 2016 | Tapety Annoyance and Disappointment 2.0    | Erstveröffentlichung: 20. Oktober 2016                                                                |
| 2019 | Świadomy sen –                             | Erstveröffentlichung: 14. Februar 2019 · Verkäufe: + 50.000; PL: Platin; mit Sokół                    |
| 2022 | Let You Down Lata Dwudzieste z kawałkiem   | Erstveröffentlichung: 12. September 2022 · Verkäufe: + 25.000; PL: Gold                               |

## Auszeichnungen für Musikverkäufe
| Goldene Schallplatte - Polen - 2022: für das Lied Bela - 2022: für das Lied Cantate Tutti - 2022: für das Lied Co Mówimy ? - 2023: für das Lied Kosmiczne Energie (Live) - 2023: für das Lied Małgośka - 2024: für das Lied Blant - 2024: für das Lied Awejniak - 2024: für das Lied Mieć czy być - 2024: für das Lied Project 19 - 2024: für das Lied Halo - 2024: für das Lied Długość dźwięku samotności (na żywo, Stadion Śląski 2022) | Platin-Schallplatte - Polen - 2023: für das Lied Lis - 2023: für das Lied Nikt tak pięknie nie mówił, że się boi miłości - 2024: für das Lied Wirus - 2024: für das Lied O czym śnisz? - 2024: für das Lied Millenium - 2024: für das Lied Nie lubię Cię - 2024: für das Lied Freon 2× Platin-Schallplatte - Polen - 2023: für das Lied Nie Kłami - 2023: für das Lied Dżins - 2024: für das Lied Szarość i Róż 3× Platin-Schallplatte - Polen - 2021: für das Lied Matylda |

Anmerkung: Auszeichnungen in Ländern aus den Charttabellen bzw. Chartboxen sind in ebendiesen zu finden.
| Land/RegionAuszeichnungen für Musikverkäufe (Land/Region, Auszeichnungen, Verkäufe, Quellen) | Gold       | Platin       | Diamant       | Verkäufe  | Quellen |
| -------------------------------------------------------------------------------------------- | ---------- | ------------ | ------------- | --------- | ------- |
| Polen (ZPAV)                                                                                 | 15× Gold15 | 30× Platin30 | 17× Diamant17 | 4.777.500 | olis.pl |
| Insgesamt                                                                                    | 15× Gold15 | 30× Platin30 | 17× Diamant17 |           |         |